# 勒滕巴赫
勒滕巴赫是德国巴伐利亚州的一个市镇。总面积7.76平方公里，总人口4608人，其中男性2272人，女性2336人（2011年12月31日），人口密度594人/平方公里。